# Hebanthe eriantha
Hebanthe eriantha là loài thực vật có hoa thuộc họ Dền. Loài này được (Poir.) Pedersen mô tả khoa học đầu tiên năm 2000.